# Dahil May Isang Ikaw
Dahil May Isang Ikaw é uma telenovela filipina produzida e exibida pela ABS-CBN, cuja transmissão ocorreu em 2009.

## Elenco
- Kristine Hermosa - Angela "Ella" Alferos-Ramirez
- Jericho Rosales - Miguel Ramirez
- Lorna Tolentino - Tessa Ramirez
- Gabby Concepcion - Jaime Alferos
- John Estrada - Daniel Ramirez
- Chin-Chin Gutierrez - Patricia Aragon-Alferos
- Karylle - Denise Mae Alferos
- Sid Lucero - Alfred "Red" Ramirez

## Prêmios
| Ano  | Prémio             | Categoria         | Resultado |
| ---- | ------------------ | ----------------- | --------- |
| 2010 | Emmy Internacional | Melhor Telenovela | Indicado  |